# End of Night
End of Night – drugi singel z czwartego albumu studyjnego Dido pt. Girl Who Got Away. Na płycie utwór jest 5. z kolei. Twórcy piosenki to Dido Armstrong i Greg Kurstin (który również zajął się programowaniem, keyboardem, aranżacją, miksowaniem i produkcją muzyczną). Dodatkowo za realizację dźwięku odpowiada Jessie Shatkin.

## Wersje utworu

### Digital download
| 1. | "End of Night" (Radio Edit)           | 3:27  |
|    |                                       |       |
| 2. | "End of Night" (JR Mix)               | 3:40  |
|    |                                       |       |
| 3. | "End of Night" (Vince Clarke Remix)   | 6:03  |
|    |                                       |       |
| 4. | "End of Night" (Cedric Gervais Remix) | 5:52  |
|    |                                       |       |
|    |                                       | 19:02 |
|    |                                       |       |

### Wersja albumowa
| Tytuł        | Długość |
| ------------ | ------- |
| End of Night | 3:58    |

## Notowania
| Lista                                | Pozycja |
| ------------------------------------ | ------- |
| Lista Przebojów Programu Trzeciego   | 30      |
| Lista Przebojów Radia Złote Przeboje | 22      |
| SLiP                                 | 42      |

## Teledysk
Został opublikowany w serwisie YouTube 28 kwietnia 2013. Za reżyserię odpowiada De La Muerte, zaś za produkcję - Callum Gordon.